# Ossidazione di Swern
L'ossidazione di Swern, scoperta dal chimico statunitense Daniel Swern (1916-1982) che le diede il nome, è una reazione chimica in cui un alcol, (primario o secondario), si ossida ad aldeide o chetone, usando cloruro di ossalile, dimetilsolfossido e una base organica, come ad esempio un'ammina ingombrata (diisopropilammina) o un'ammina terziaria, come la trietilammina. La reazione è conosciuta per il suo carattere blando e l'ampia tolleranza dei gruppi funzionali.

## Storia
Nel 1976 Daniel Swern e i suoi collaboratori scoprirono che trattando il dimetilsolfossido con anidride trifluoraacetica (TFAA) a -50 °C in diclorometano veniva prodotto il trifluoroacetato di trifluoroacetossidimetilsolfonio, il quale reagisce facilmente con alcoli primari e secondari per dare il trifluoroacetato di alcossidimetilsolfonio. Quest'ultimo, schematizzabile come [>CH−O−SMe2]+, per reazione con la trietilammina (che si protona) causa l'eliminazione di un H+ dal carbonio alcolico e di una molecola di dimetilsolfuro. In tal modo si forma il doppio legame >C=O del composto carbonilico (aldeide o chetone) con buone rese.
Nel 1978 viene introdotto il cloruro di ossalile, il quale si dimostra essere molto più efficiente del TFAA come attivatore del DMSO.
I sottoprodotti della reazione sono dimetil solfuro, monossido di carbonio, biossido di carbonio e, quando la trietilammina è usata come base, cloruro di trietilammonio (Et3NHCl).

## Caratteristiche generali della reazione
- Il solvente più comune è diclorometano;
- Il procedimento tipico inizia con la reazione del dimetilsolfossido con il cloruro di ossalile a bassa temperatura, seguito dall'aggiunta lenta dell'alcol;
- Per facilitare la reazione di eliminazione dal sale che si forma durante il processo è necessaria l'aggiunta di un'ammina ingombrata o terziaria, come per esempio diisopropilammina o trietanolammina;
- L'efficienza dell'ossidazione non è influenzata dall'ingombro sterico del substrato
- Generalmente, la reazione viene condotta a basse temperature, nella fase iniziale a partire da -78 °C.

## Differenze tra l'uso di anidride trifluoroacetica e cloruro di ossalile
|               | TFAA | Cloruro di ossalile                           |
| ------------- | --- | --------------------------------------------- |
| Stabilità     | Primo stadio instabile al di sopra dei -30 °C                                                                    | Primo stadio instabile al di sopra dei -60 °C |
| Sottoprodotti | Possibilità della formazione di un prodotto secondario attraverso la reazione chiamata riordinamento di Pummerer | Nessun sottoprodotto o formazione rara        |

## Precauzioni
Quando non viene utilizzato un solvente, il DMSO reagisce in modo violento con il cloruro di ossalile causando un'esplosione.

## Meccanismo della reazione
L'ossidazione di Swern si divide in tre passaggi

### Reazione con TFAA
- A una temperatura inferiore a -30 °C, il DMSO reagisce con l'anidride trifluoroacetica, trasformandosi in trifluoroacetatossidimetilsolfonio che, tramite il riordinamento di Pummerer può decomporsi in sottoprodotti indesiderati.
- L'alcol attacca l'atomo di zolfo o con la conseguente espulsione di una molecola di acido trifluoroacetico e formando in questo modo un sale di alcossisolfonio, il quale viene deprotonato in alfa dall'ammina terziaria, diventando un iluro di alcossisolfonio.
- L'iluro si decompone a seguito dell'espulsione del tioetere nell'aldeide o nel chetone corrispondente.

### Reazione con cloruro di ossalile
- Il DMSO attacca un gruppo carbonilico del cloruro di ossalile, formando un aciloilsolfonio intermedio.
- L'alcol attacca lo zolfo dell'aciloilsolfonio, generando monossido di carbonio, anidride carbonica e cloruro di idrogeno come sottoprodotti, quindi interviene l'ammina terziaria deprotonando lo ione con la conseguente liberazione di iluro alcossisolfonio.
- L'iluro si decompone a seguito dell'espulsione del tioetere nell'aldeide o nel chetone corrispondente.